# El dia de la llagosta
El dia de la llagosta (títol original en anglès: The Day of the Locust) és una pel·lícula estatunidenca de John Schlesinger, estrenada el 1975, adaptació de la novel·la de Nathanael West L'incendi de Los Angeles  (títol original idèntic a la pel·lícula), publicat el 1939, i relatant la desesperació i la condició d'un grup d'individus diferents els somnis d'èxit dels quals han fracassat.
L'adaptació a la pantalla va ser assegurada pel guionista Waldo Salt i pel director John Schlesinger, amb Donald Sutherland, Billy Barty, Karen Black, William Atherton i Burgess Meredith en els papers principals. Ha estat doblada al català.

## Argument
Un jove pintor viatja a Hollywood per treballar com a decorador en un gran estudi cinematogràfic. Allà s'enamora de Faye, una jove que somia amb l'èxit i que prefereix relacionar-se amb persones que puguin ajudar-la a assolir els seus somnis.

## Repartiment
- Donald Sutherland: Homer Simpson
- Karen Black: Faye Greener
- Burgess Meredith: Harry Greener
- William Atherton: Tod Hackett
- Geraldine Page: Big Sister
- Richard A. Dysart: Claude Estee
- Bo Hopkins: Earle Shoop
- Pepe Serna: Miguel
- Lelia Goldoni: Mary Dove
- Billy Barty: Abe Kusich
- Jackie Earle Haley: Adore Loomis
- Gloria LeRoy: Mrs. Loomis
- Jane Hoffman: Mrs. Odlesh
- Norman Leavitt: Mr. Odlesh
- Madge Kennedy: Mrs. Johnson
- Robert Pine: aprenent

## Premis i nominacions[calcitació]

### Premis
- 1975
- BAFTA al millor vestuari per Ann Roth

### Nominacions
- BAFTA a la millor direcció artística per Richard Macdonald
- BAFTA al millor actor secundari per Burgess Meredith
- Globus d'Or a la millor actriu dramàtica per Karen Black
- Globus d'Or al millor actor secundari per Burgess Meredith
- Oscar al millor actor secundari (Burgess Meredith)
- Oscar a la millor fotografia